# Арша
Арша (груз. არშა) — село в Грузії.
За даними перепису населення 2014 року в селі проживає 440 особи.